# Ašajet
| aA · a | A | S | i | i | t |

| aA · a | A | S | i | i | t |

Ašajet byla staroegyptská královna, vedlejší manželka faraóna Mentuhotepa II. z 11. dynastie. Její hrobka (DBXI.17) a malá zdobená kaple byly nalezeny v chrámovém komplexu jejího manžela v Dér el-Bahrí spolu s hrobkami dalších královen: Henhenet, Kauit, Kemsit, Sadeh a Majet. Ašajet z nich byla nejstarší, zemřela asi ve 22 letech. Většina těchto žen nesla titul kněžky bohyně Hathor.
Její kamenný sarkofág je jedním z nejznámějších artefaktů tohoto období. V něm se nacházelo královnino tělo. V hrobce byla také nalezena její dřevěná socha. 